# Marziani, andate a casa!
Marziani, andate a casa! (Martians, Go Home) è un romanzo di fantascienza umoristica del 1955 dello scrittore statunitense Fredric Brown.
È una satira delle storie di invasioni extraterrestri e narra dell'invasione della Terra da parte di intangibili omini verdi che, senza fare il minimo uso di armi o tecnologie superiori, mettono in ginocchio l'umanità con l'insolenza e la scortesia.

## Storia editoriale
Fu pubblicato per la prima volta, in versione ridotta, sul numero del settembre 1954 di Astounding Science Fiction ed in volume, nel 1955, dalla E. P. Dutton & Co..
Nel 1961 fu pubblicata la prima traduzione in italiano, di Vanna Lombardi, la traduzione di Roberta Rambelli fu pubblicata nel 1980 e poi di nuovo nel 1992 e nel 1999.

## Trama
Stati uniti, anni sessanta. Lo scrittore di fantascienza Luke Devereaux, divorziato da poco, viene visitato da un marziano mentre sta cercando idee per un nuovo romanzo. Piuttosto scortesemente il marziano, dopo aver criticato lui e l'umanità, lo informa (grazie alla sua capacità di teletrasportarsi) che la sua nuova ragazza lo tradisce.
Ben presto Luke si rende conto che sulla Terra sono arrivati, per motivi noti solo a loro, circa un miliardo di marziani il cui passatempo preferito è infastidire gli esseri umani, che chiamano tutti Mack o Toots o con l'equivalente locale. Essendo capaci di vedere al buio e attraverso gli oggetti, i marziani possono scoprire ogni genere di segreto, dai tradimenti tra coniugi ai documenti top secret, e rivelarlo. Amano insolentire i terrestri, che considerano inferiori, interferire nelle trasmissioni radio e televisive e spaventare gli animali. Sono intangibili e gli scienziati non riescono a trovare un modo per allontanarli.
Ben presto l'economia mondiale ed i nervi dei terrestri si trovano prossimi al collasso. Il Segretario Generale delle Nazioni Unite unisce l'umanità nel giuramento di mettere fine alle guerre e di non esplorare Marte, nel caso in cui fosse questo lo scopo che i marziani volevano ottenere, ma senza risultato. Uno dei pochi a trarre vantaggio dalla situazione è Luke Devereaux, che dopo l'ennesimo shock datogli dai marziani diventa incapace di vederli, passa con successo dalla fantascienza ai western e si rimette insieme all'ex moglie Margie.
All'improvviso, 146 giorni dopo la loro apparizione, i marziani scompaiono tutti senza preavviso. Nessuno ne conosce la ragione, anche se tutti hanno le loro ipotesi: molti credono che siano stati convinti dal giuramento ma abbiano voluto aspettare qualche giorno per essere sicuri, un inventore bislacco di Chicago dà il merito al suo “supervibratore subatomico antiextraterrestri”, una tribù africana pensa di averli scacciati con i suoi riti magici; infine Luke crede di averli evocati lui cercando l'idea per un romanzo di fantascienza e di averli poi “disinventati” ricreando le stesse condizioni.

## I marziani
In realtà la provenienza dei fastidiosi omini verdi non è certa, anche se l'opinione più diffusa è che siano marziani.
Nella descrizione di Brown, un marziano ha il classico aspetto di un ometto verde con una grande testa, alto tra i 70 e i 90 centimetri. I marziani sono intangibili, quindi è impossibile allontanarli o aggredirli; sono trasparenti a tutte le radiazioni a parte la luce visibile e immuni a tutte le forme di energia e di materia. Vi è chi ritiene che non si siano spostati fisicamente sulla Terra ma vi abbiano solo inviato le loro proiezioni astrali. Non si sa come facciano ad emettere suoni.
I marziani hanno l'abilità di vedere al buio e attraverso gli oggetti: possono leggere un libro chiuso o un documento all'interno di una cassaforte. Possono teletrasportarsi istantaneamente ovunque vogliano (in realtà, il termine corretto è kwimmare: come spiegano i marziani, il teletrasporto richiede attrezzature, mentre il kwimm è mentale). Dicono di essere più intelligenti dei terrestri ed in effetti sono capaci di imparare qualsiasi lingua terrestre nel giro di un'ora.
Mentre i marziani sono in grado di scoprire e rivelare ogni segreto terrestre, i terrestri non scoprono quasi nulla su di loro, né sulla loro fisiologia, né sulla loro società, né sulle loro motivazioni. I marziani non perdono mai l'occasione di giudicare disgustose le abitudini dei terrestri, ma rifiutano sempre di rivelare le loro.

## Critica
Il critico di Galaxy Floyd C. Gale ha lodato il romanzo affermando che anche se Brown a volte era "portato via dalla sua narrativa ... era riuscito a scrivere un libro molto divertente".
Nel 1977, Richard A. Lupoff lo ha descritto come "uno dei pezzi più affascinanti di fantascienza umoristica mai scritti [e] una lettura meravigliosa".

## Opere derivate
Dal racconto è stato liberamente tratto il film Martians Go Home del 1989, distribuito in italiano col titolo Balle spaziali 2 - La vendetta, con Randy Quaid nel ruolo del protagonista ribattezzato Mark Deveraux.

### Edizioni
- (EN) Fredric Brown, Martians, Go Home!, in John W. Campbell jr. (a cura di), Astounding Science-Fiction, vol. LIV, n. 1, settembre 1954,  pp. 9-55. URL consultato il 17 aprile 2021. Ospitato su Internet Archive.
- (EN) Fredric Brown, Martians, Go Home!, E. P. Dutton & Co., 1955.
- Fredric Brown, Marziani, andate a casa!, traduzione di Vanna Lombardi, collana Galassia n° 2, Casa Editrice La Tribuna, 1961,  p. 144.
- Fredric Brown, Marziani, andate a casa!, collana Economica tascabile, traduzione di Roberta Rambelli, n. 4, Fanucci, 1992, ISBN 88-347-0240-9.
- Fredric Brown, Marziani, andate a casa!, traduzione di Roberta Rambelli, collana Classici Urania n° 265, Arnoldo Mondadori, 1999, ISSN 1220-4966 (WC · ACNP).
- Fredric Brown, Marziani, andate a casa!, traduzione di Salvatore Proietti, collana Odissea Fantascienza n* 56, Delos Books 2012, ISBN 9788865302644.
- Fredric Brown, Marziani, andate a casa!, collana Urania Collezione n° 163, Arnoldo Mondadori, 2016.